# Iwanaga-hime
Iwanaga-hime (japanisch イワナガヒメ (Kojiki: 石長比売, Nihonshoki, Sendaikujihonki: 磐長姫)) ist eine weibliche Kami in der Mythologie des Shintō. Sie ist die Tochter von Ōyamatsumi und die ältere Schwester von Konohanasakuyahime. Ihr Name bedeutet „Der Zeitlose Fels“. Der Namensteil „Iwa“ heißt „Fels“ und „Naga“ ist „Zeitlose“.
In den Mythen gilt sie als eine weibliche Kami, die ewige Jugend und langes Leben hat. Die gebräuchlichsten Namen von Iwanaga-hime sind Iwanagahimenomikoto und Konohanachiruhime.

## Die Beschreibung des Mythos
Iwanaga-hime heiratete Ninigi zusammen mit ihrer kleinen Schwester Konohanasakuyahime.
Ninigi lehnte jedoch Iwanaga-hime ihrer Hässlichkeit wegen ab, wofür Ōyamatsumi ihn und seine Nachkommen (die Tennō) mit Sterblichkeit verfluchte.
In den Nihonshoki steht, dass Konohanasakuyahime ein Kind empfangen und Iwanaga-hime sie verfluchte.
Außerdem steht im Kojiki, dass Konohanachiruhime ein anderer Name von Iwanaga-hime ist, und sie Yashimajinunokami, den Sohn von Susanoo heiratete.

## Die Übersicht
Nachdem Iwanaga-hime durch Ninigi zurückgewiesen wurde, sah sie ihr schreckliches Gesicht in einem Spiegel, und sie warf ihrem Spiegel weg. Der Spiegel sprang bis zu einem Dorf und beleuchtet es auf ewig.

## Kult und Verehrung
Die Schreine, in denen nur Iwanaga-hime verehrt wird, sind der Kumomisengen-Schrein (Matsuzaki, Kamo, Präfektur Shizuoka), der Oomuroyamasengen-Schrein (Ōmuro-Berg, Itou, Präfektur Shizuoka) und der Izu-Schrein (Gifu, Präfektur Gifu).
Ōmuroyaha ist eine Inkarnation von Iwanaga-hime und Konohanasakuyahime gilt gemeinhin als Kami des Berges Fujisan.
In der Izu-Gegend gibt es einen Volksglauben, dass, wenn man auf den Ōmuro-Berg steigt und den Fujisan lobt, man sich verletzt oder man einen schlechten Fang bei Fischen macht.
Iwanaga-hime wird zusammen mit Konohanasakuyahime im Sazareishi-Schrein (Mikumo, Itoshima, Präfektur Fukuoka) verehrt. Sazarreishi bedeutet „Kleiner Stein“.
Es gibt „Sazareishi no Iwao to narite“ in der japanischen Nationalhymne und das bedeutet, Sazareishi vor langer Zeit zu einem Fels, auf Japanisch „Iwao“,  geworden ist. Damit hat Iwanaga-hime eine Beziehung zur japanischen Nationalhymne.
Iwanaga-hime wird auch im Kifune-Schrein (Sakyou, Präfektur Nara) als eine Kami der Eheschließung verehrt.
Nachdem Iwanaga-hime zurückgewiesen wurde, schämte sie sich wegen ihrer Lebensverhältnisse, und sie entschied sich, viele Beziehungen einzugehen.